# Flughafen Kramfors-Sollefteå

i7
i11
i13
Der Flughafen Kramfors-Sollefteå (IATA-Code: KRF, ICAO-Code: ESNK) ist ein Flughafen in der Provinz Västernorrlands län im Norden Schwedens. Er liegt rund 19 Kilometer nördlich von Kramfors und 28 Kilometer südöstlich von Sollefteå. Der Flughafen ist im Besitz der Gemeinden Kramfors und Sollefteå und wird von der Höga Kusten Airport AB betrieben. Die Betreiberin nennt den Flughafen Höga Kusten Airport. Der Flughafen besitzt eine 2001 Meter lange Start- und Landebahn mit der Ausrichtung 17/35 und wurde im Jahr 2016 von rund 9.000 Passagieren benutzt.

## Flugziele
Die Fluggesellschaft Nextjet, die regelmäßig Flüge angeboten hatte, stellte am 16. Mai 2018 wegen Insolvenz des Unternehmens den Flugbetrieb ein.